# Нана Такаги
Нана Такаги (на японски: 髙木 菜那) е японска състезателка по бързо пързаляне с кънки. Двукратна олимпийска шампионка на зимните олимпийски игри в Пьонгчанг през 2018 г..
По-голяма сестра на кънкобегачката Михо Такаги.
Такаги е родена на 2 юли 1993 г. в Макубецу.
Прави дебюта си за „Световната купа“ на 8 ноември 2013 г.
Избрана е за №1 на японската федерация по бързо пързаляне с кънки през 2012, 2014 и 2015 г.

## Лични рекорди
- 500 метра – 38,88 (8.3.2013, Калгари)
- 1000 метра – 1.16,03 (22.9.2013, Калгари)
- 1500 метра – 1.55,25 (16.11.2013, Солт Лейк Сити)
- 3000 метр – 4.03,25 (10.12.2017, Солт Лейк Сити)
- 5000 метра – 7:08,77 (19.11.2017, Ставангер)

## Успехи
- „Световен шампион“ (1): 2015 в Хееренвеен
- „Световен вице-шампион“ (3): 2016 в Коломна и 2017 в Каннин
- „Олимпийски шампион“ (2): 2018 в Пьонгчанг

### Олимпийски игри
| Олимпиада      | 500 м. | 1000 м. | 1500 м. | 5000 м. | Масов старт | Отборно преследване |
| -------------- | ------ | ------- | ------- | ------- | ----------- | ------------------- |
| 2014 Сочи      | -      | -       | 32-ро   | -       | -           | 4-то                |
| 2018 Пьонгчанг | -      | -       | -       | 12-о    | Злато       | Злато               |